# PTL21
VEGA PTL21（ベガ ピーティーエル ニイチ）は、韓国のパンテック（輸入元・パンテックワイヤレスジャパン）によって日本国内向けに開発された、auブランドを展開するKDDIおよび沖縄セルラー電話の第3/3.5世代移動通信システム（au 3G(旧・CDMA 1X/CDMA 1X WIN)）、第3.9世代移動通信システム（au 4G LTE）対応スマートフォンである。

## 概要
IS06（PTI06）の事実上の後継機種で、同社の韓国での主力シリーズであるVEGAシリーズでは唯一となる日本市場向けモデルであり、また、同社の日本の大手通信キャリア向けモデルとしては最終機種となる。
赤外線センサーで手の動きを識別し、ディスプレイに触れることなくジェスチャーで操作できる機能「VEGA Motion」に対応しており、画面上部の赤外線センサーに手をかざして上下左右に動かしたり、手を被せる動きで端末の操作を行うことが可能である。音楽プレーヤーの曲送りや音量の調整・一時停止や再生、Webブラウザーやワンセグ、動画プレーヤー、写真のスライドショーなどもジェスチャーで操作することが可能となっている。
また、ワンセグ・おサイフケータイ・赤外線通信・防水といった日本独自機能に対応しているほか、NFCの利用が可能である。
バッテリー容量は1810mAh。
2013年4月4日にAndroid 4.1へのアップデートが開始された。なお、既存のau 4G LTE対応機種でAndroid 4.1へのアップデートが実施されるのは本機種が初となった。

## Android 4.1での変更点
2013年4月4日にAndroid 4.1へのバージョンアップが開始された。
アップデートに伴う変更点・機能の追加は以下の通り。
- 「VEGA Motion」の改善
  - 「フォーカスタイプ」を追加
  - お気に入りの機能をホーム画面から一発起動できる機能の追加
  - 本体に触れず、プロフィールデータを送信できる機能の追加
  - カバーモーションでWebブラウザを最新情報に更新できる機能の追加
- ユーザーインターフェースの改善
  - 「通知／ステータスパネル」画面表示内容の改善
  - ホーム画面に連絡先ウィジェットを設定する機能の追加
  - カレンダーの機能追加
  - 文字入力画面（テンキー）の視認性及び操作性の向上

## 沿革
- 2012年（平成24年）8月31日 - 連邦通信委員会（FCC）を通過[2]。
- 2012年10月17日 - KDDI、およびパンテックワイヤレスジャパンより公式発表。
- 2012年11月2日 - 日本全国にて一斉発売。
- 2013年（平成25年）4月4日 - Android 4.1へのバージョンアップを開始。[3][4]
- 2013年4月 - 関東・中部・北陸・中国地区にて販売終了。
- 2013年5月 - 北海道・東北・関西・四国地区にて販売終了。
- 2013年8月 - 九州地区にて販売終了。
- 2013年10月 - 上記以外の残りの地区にて販売終了。

## その他機能
※PC向けWebブラウザが標準装備されている。携帯向けサイト(EZWeb)は他のスマートフォンやPCと同じく閲覧不可。
| 主な機能・対応サービス                                                  | 主な機能・対応サービス                           | 主な機能・対応サービス              | 主な機能・対応サービス        |
| ----------------------------------------------------------------------- | ------------------------------------------------ | ----------------------------------- | ----------------------------- |
| auウィジェット Webブラウザ                                              | LISMO! for Android メディアプレイヤー LISMO WAVE | おサイフケータイ NFC                | ワンセグ DLNA/DTCP-IP         |
| au one メール PCメール Gmail EZwebメール                                | デコレーションメール デコレーションアニメ        | Skype au                            | PCドキュメント                |
| au Smart Sports Run & Walk Karada Manager ゴルフ(web版) Fitness、歩数計 | GPS 方位計                                       | au oneナビウォーク au one助手席ナビ | au one ニュースEX au one GREE |
| かんたんメニュー じぶん銀行                                             | 緊急速報メール                                   | Bluetooth                           | 無線LAN機能 (Wi-Fi)           |
| 赤外線通信 (IrSimple) (IrSS)                                            | WIN HIGH SPEED au 4G LTE                         | グローバルパスポート                | auフェムトセル                |
| microSDHC microSDXC                                                     | モーションセンサー(6軸)                          | 防水(IPX5/IPX7) 防塵(IP5X)          | 簡易留守録 着信拒否設定       |

- 安心セキュリティパックはフル対応

## ケータイアップデート
2012年12月20日のアップデート
- 簡易留守メモ録音で最初の約1秒が録音されない場合がある。
- 受信したCメールが文字化けする場合がある[11]。